# انجمنی خورد، افغانستان
انجمنی خورد (به لاتین: Anjuman-i-Khurd) یک منطقهٔ مسکونی در افغانستان است که در ولایت بدخشان (افغانستان) واقع شده‌است.